# Diborano
Diborano é o composto químico formado de boro e hidrogênio de fórmula B2H6. É um gás incolor à temperatura ambiente com odor repulsivamente doce. O diborano se mistura bem com o ar, facilmente formando misturas explosivas. O diborano sofre ignição espontaneamente em ar úmido à temperatura ambiente. Sinônimos incluem boroetano, hidreto de boro e hexaidreto de diboro. 
Diborano é um composto chave de boro com várias aplicações. O composto é classificado como "endotérmico", o que significa que seu calor de formação, ΔH°f é positivo (36 kJ/mol). Apesar dessa instabilidade termodinâmica, o diborano é cineticamente robusto e exibe uma química extensa, muito dela envolvendo perda de hidrogênio.

## Estrutura e ligação

A fórmula estrutural do diborano (B2H6) mostra com linhas curvas um par de ligações três centros dois elétrons, cada uma das quais consiste de um par de elétrons ligando três átomos, dois átomos de boro e um átomo de hidrogênio no meio.